# Магнитный полюс Земли

Земля как магнитный диполь

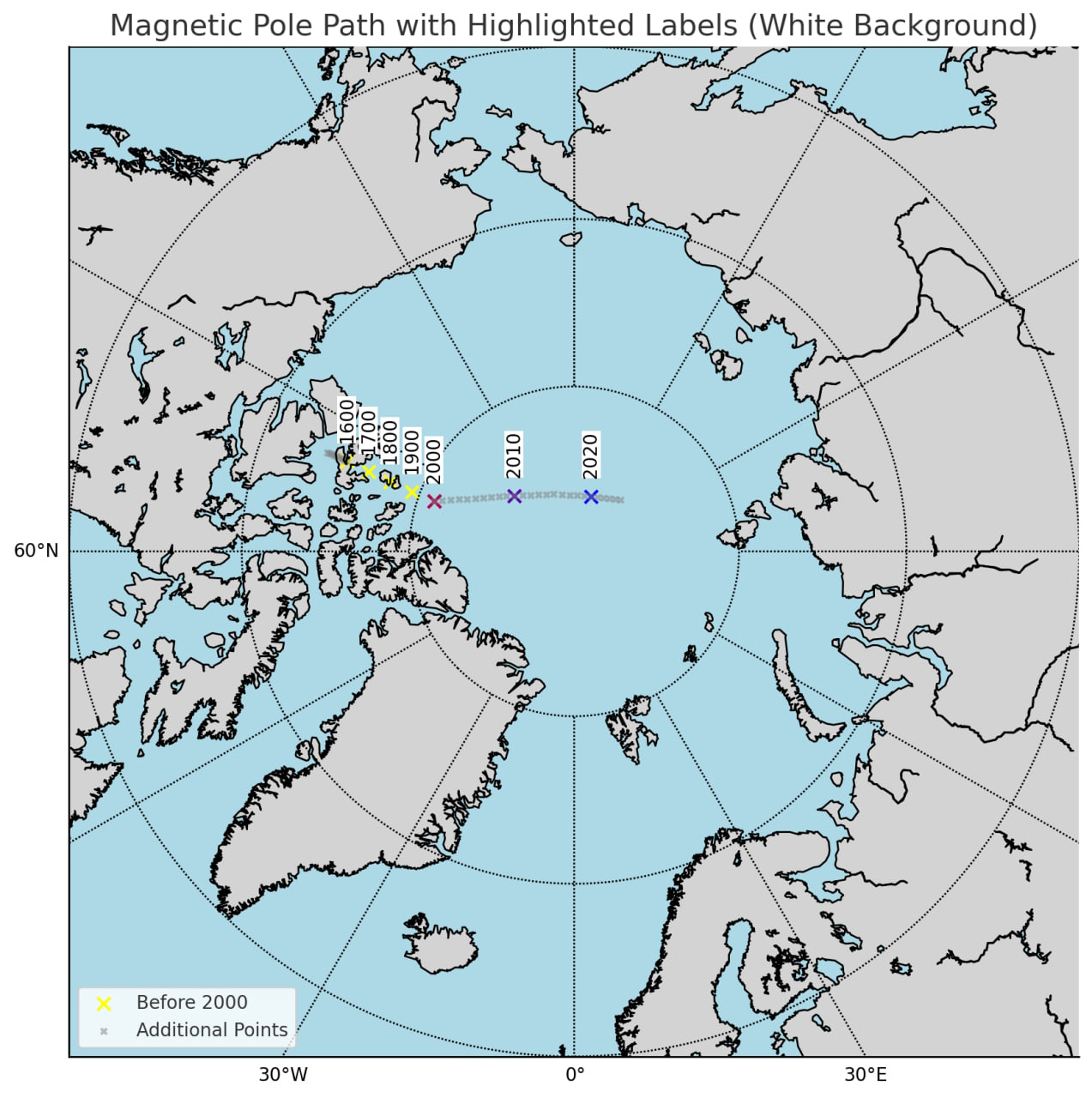
Координаты движения магнитного полюса Земли с 1590 по 2025 (прогноз) на основе NCEI.

Магни́тный по́люс — условная точка на земной поверхности, в которой силовые линии магнитного поля Земли направлены строго под углом 90° к поверхности.
| Северный магнитный полюс | (2001) 81°18′ с. ш. 110°48′ з. д. | (2004) 82°18′ с. ш. 113°24′ з. д. | (2005) 82°42′ с. ш. 114°24′ з. д.       | (2010) 85°00′00″ с. ш. 132°36′00″ з. д. | (2012) 85°54′00″ с. ш. 147°00′00″ з. д. |
| Южный магнитный полюс    | (1998) 64°36′ ю. ш. 138°30′ в. д. | (2004) 63°30′ ю. ш. 138°00′ в. д. | (2007) 64°29′49″ ю. ш. 137°41′02″ в. д. | (2010) 64°24′00″ ю. ш. 137°18′00″ в. д. | (2012) 64°24′00″ ю. ш. 137°06′00″ в. д. |

В связи с несимметричностью магнитного поля Земли, магнитные полюса не являются антиподальными точками.

## Северный магнитный полюс

Перемещение Северного магнитного полюса Земли с начала XVII века. Красные точки — наблюдавшиеся положения, синие — расчётные положения, вычисленные по моделям «GUFM» (1590—1890) и «IGRF-12» (1900—2020) с временным шагом в 1 год. Для 1890—1900 годов была осуществлена плавная интерполяция между двумя моделями. Смоделированные положения после 2015 года — предположительны.

Расположение Северного магнитного полюса не совпадает с географическим Северным полюсом. Примерно с начала XVII века полюс располагается под паковыми льдами в границах нынешней канадской Арктики. Это приводит к тому, что стрелка компаса показывает на север не точно, а лишь приблизительно.
Каждый день полюс движется по эллиптической траектории, и, кроме того, смещается в северном и северо-западном направлении со скоростью около 10 км в год, поэтому любые его координаты являются временными и неточными. Со второй половины XX века полюс довольно быстро движется в сторону Таймыра. В 2009 году скорость движения северного магнитного полюса составляла 64 километра в год.
Как заявил в 2005 году в Оттаве руководитель геомагнитной лаборатории канадского министерства природных ресурсов Ларри Ньюитт, северный магнитный полюс Земли, как минимум 400 лет «принадлежавший» Канаде, «покинул» эту страну. Имеющий свойство перемещаться магнитный полюс, примерно с начала XVII века располагавшийся под паковыми льдами в границах нынешней канадской Арктики, вышел за пределы 200-мильной зоны Канады.
Согласно экстраполяции, в 2019 году Северный магнитный полюс, перейдя меридиан 168°49’30", перешёл в арктический сектор России, и если характер его движения кардинально не изменится, в середине XXI века достигнет Сибири. На 2021 год, согласно экстраполяционным оценкам, он находился по координатам 86°24′ с. ш. 156°48′ в. д..

## Южный магнитный полюс

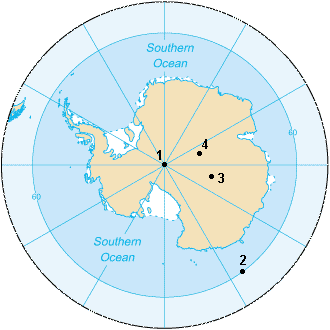
1. Южный полюс
2. Южный магнитный полюс (2007)
3. Южный геомагнитный полюс
4. Южный полюс недоступности.

Расположение Южного магнитного полюса не совпадает с географическим южным полюсом. В настоящее время он лежит на краю Антарктиды.

## Полярность
Традиционно конец магнита, указывающий направление на север, называется северным полюсом магнита, а противоположный конец — южным. Поскольку одинаковые полюса отталкиваются, а не притягиваются, физически Северный магнитный полюс, несмотря на своё название, является южным.
Как было замечено выше, разница между географическим Северным магнитным полюсом и Северным полюсом Земли незначительна. Поэтому с определённой погрешностью можно утверждать, что компас синей частью стрелки указывает на север (подразумевая и географический северный магнитный полюс, и северный полюс Земли).

## Геомагнитные полюса
Геомагнитными полюсами называются точки, где ось магнитного диполя (представляющего собой основную компоненту разложения магнитного поля Земли по мультиполям) пересекает поверхность Земли. Поскольку магнитный диполь является лишь приближённой моделью магнитного поля Земли, геомагнитные полюса несколько отличаются по своему расположению от истинных магнитных полюсов, в которых магнитное наклонение равно 90°.

## История

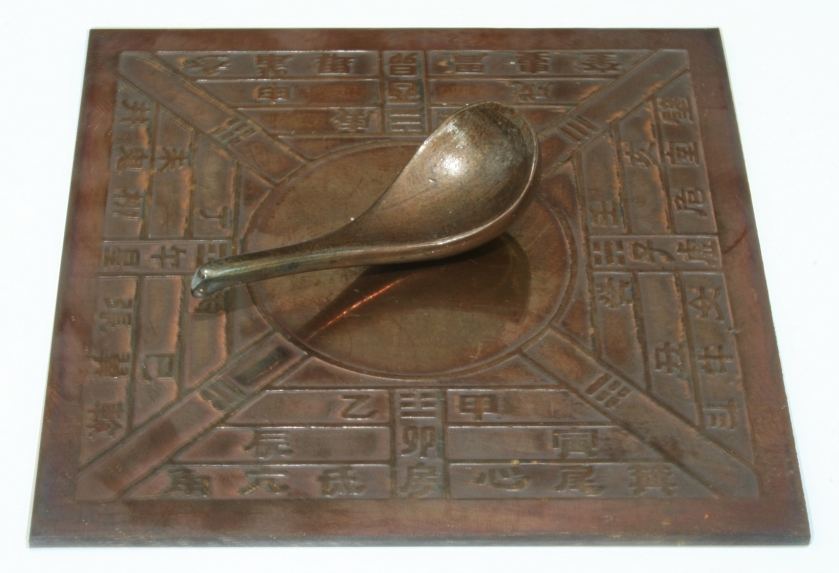
Реконструкция древнекитайского компаса времён династии Хань

Около VI века до н. э. китайцы изобрели компас (который называли «указатель юга»). Привычный нам компас со стрелкой появился впервые тоже в Китае в XI веке. Работу этого прибора китайцы объясняли воздействием звёзд. Это представление разделяли и средневековые европейские натурфилософы; французский учёный Пьер де Марикур в 1269 году издал обширное исследование свойств магнитов, где заявил, что источником магнетизма являются небесные «полюса мира».
Около XV века (возможно, и раньше) европейские мореплаватели выяснили, что стрелка компаса указывает не точно на север, а направлена к нему под некоторым углом («магнитным склонением»). Христофор Колумб обнаружил, что величина магнитного склонения зависит от географических координат. Гипотеза о влиянии звёзд была отвергнута, вычисления картографов показали, что причиной указанного эффекта является существование у Земли магнитных полюсов, не совпадающих с географическими.
В 1635 году английский астроном Генри Геллибранд обнаружил, что магнитное склонение меняется со временем, и, следовательно, магнитные полюса медленно перемещаются.
1 июня 1831 года английским полярным исследователем Джеймсом Россом, племянником капитана Джона Росса в Канадском архипелаге, на полуострове Бутия, на мысе Аделаида (70°05′00″ с. ш. 96°47′00″ з. д.) был открыт магнитный полюс Северного полушария Земли — область, где магнитная стрелка занимает вертикальное положение, то есть магнитное наклонение равно 90°. Измеренное Джеймсом Россом магнитное наклонение в указанной точке было равно 89°59'. В 1841 году Джеймс Росс определил местоположение магнитного полюса Южного полушария Земли (75°05′00″ ю. ш. 154°08′00″ в. д.) находящегося в Антарктиде, пройдя в 250 км от него. Магнитный полюс в Южном полушарии впервые был достигнут 15 января 1909 года Дэвидом, Моусоном и Маккеем из экспедиции Э. Г. Шеклтона: в точке с координатами 72°25′00″ ю. ш. 155°16′00″ в. д. магнитное склонение отличалось от 90° менее, чем на 15'.